# Буллок (округ, Алабама)
Бу́ллок (англ. Bullock County) — округ в штате Алабама, США. Население по переписи 2020 года — 10 357 человек. Площадь — 1616 км² (44-е место среди округов штата). Административный центр — Юнион-Спрингс.
Официально образован в 1866 году.

## География
По данным Бюро переписи США, общая площадь округа равняется 1616 км², из которых 1611 км² составляет суша и 5 км² — водные объекты (0,31 %).
Расположен в юго-восточной части штата, в пределах примексиканской низменности. Река Конику протекает в центральной части округа, а река Пи — вдоль юго-восточной границы. Кроме того, округ пересекают многочисленные ручьи, такие как Бахолл-Крик, Олд-Таун-Крик и Лайн-Крик. Шоссе  и  — главные транспортные артерии округа.

### Климат
Для округа характерно продолжительное жаркое лето, обусловленное переходом влажного тропического воздуха с простор Мексиканского залива. Зимы прохладные и довольно короткие. Осадки обильные в течение всего года, а длительные засухи редки. Сильные штормы, включая торнадо, характерны для данного региона.
| Показатель              | Янв. | Фев. | Март | Апр. | Май | Июнь | Июль | Авг. | Сен. | Окт. | Нояб. | Дек. | Год  |
| ----------------------- | ---- | ---- | ---- | ---- | --- | ---- | ---- | ---- | ---- | ---- | ----- | ---- | ---- |
| Абсолютный максимум, °C | 22   | 21   | 26   | 28   | 33  | 36   | 36   | 37   | 36   | 31   | 24    | 21   | 29   |
| Средний максимум, °C    | 14   | 16   | 20   | 25   | 29  | 32   | 33   | 33   | 30   | 25   | 20    | 15   | 24   |
| Средняя температура, °C | 8    | 10   | 13   | 18   | 22  | 26   | 27   | 26   | 24   | 18   | 13    | 9    | 18   |
| Средний минимум, °C     | 2    | 3    | 7    | 11   | 15  | 19   | 21   | 20   | 18   | 12   | 6     | 3    | 11   |
| Абсолютный минимум, °C  | −4   | −2   | 2    | 8    | 12  | 17   | 19   | 18   | 15   | 6    | 2     | −2   | 8    |
| Норма осадков, мм       | 120  | 130  | 156  | 112  | 94  | 101  | 136  | 105  | 91   | 66   | 89    | 122  | 1323 |
| Источник: НЦЭИ          |      |      |      |      |     |      |      |      |      |      |       |      |      |

## История
Образован актом законодательного собрания территории Алабамы 5 декабря 1866 года. В него вошли земли округов Мейкон, Пайк, Монтгомери и Барбор. Назван в честь полковника конфедерации Эдварда Буллока. Как и большая часть юго-восточной Алабамы, земли округа некогда являлись родиной криков. Согласно договору в Форт-Джексоне в 1814 году индейцы уступили США двадцать три миллиона акров земли в Алабаме и Джорджии. Граница земель, уступленных криками, проходила по территории современного округа Буллок к северо-востоку от станции Митчелл вплоть до юго-восточной части Пайн-Гроув. После окончательного выселения криков в 1830-х годах первые поселенцы заполонили территорию современного округа. Плодородие почвы данного региона сделало его весьма благоприятным для производства хлопка, и вскоре округ стал одним из самых богатых в штате.
Как и многие округа Алабамы, Буллок существенно пострадал от Гражданской войны. Регион являлся крупным центром сельскохозяйственного производства, с довоенным населением, состоящим примерно из семидесяти процентов рабов, однако Освобождение и Реконструкция привели к резкому снижению объёмов производства. Впоследствии округ избрал двух афроамериканцев в законодательное собрание штата, но последствия войны, а также распространение ареала обитания хлопкового долгоносика, значительно сократили богатство района. В начале XX века в Юнион-Спрингс открылось несколько хлопчатобумажных фабрик, принадлежащих семье Комер. Помимо этого, в начале 1920-х годов некогда плодородные хлопковые поля были превращены богатыми землевладельцами в место проведения любительских полевых испытаний собак-птицеловов. Самый крупный и один из самых прибыльных охотничьих заповедников принадлежал семье Майтаг, основателям корпорации Maytag Appliance Corporation.

## Население
По переписи населения 2020 года в округе проживало 10 357 жителей. Плотность населения — 6,43 чел. на один квадратный километр. Расовый состав населения: чёрные или афроамериканцы — 71,33 %, белые — 22,02 %, испаноязычные или латиноамериканцы — 4,86 % и представители других рас — 1,79 %.

## Орган власти
Управляется специальной комиссией, подконтрольной законодательному собранию штата. Состоит из пяти представителей. Выборы проходят раз в четыре года.

## Экономика
Наиболее крупными работодателями в округе являются «Wayne Farms и «Bonnie Plants», в который трудятся 954 и 354 человека соответственно.
По данным переписи 2020 года, средний годичный доход домохозяйства составляет 33 866 долл., что на 34,9 % ниже среднего уровня по штату и на 47,9 % ниже среднего по стране. По состоянию на июнь 2022 года, уровень безработицы в округе составил 3,6 %.